# Liviöjärvi
Liviöjärvi är en småort i Pajala distrikt (Pajala socken) i  Pajala kommun.
Byn grundades under 1700-talets andra hälft av Hans Mickelsson Vänkkö, kallad "Laukka-Hannu," vilken sedan flyttade till Sattajärvi och slutligen anlade Kaunisvaara.

## Befolkningsutveckling
| Befolkningsutvecklingen i Liviöjärvi 1990–2015 | Befolkningsutvecklingen i Liviöjärvi 1990–2015 | Befolkningsutvecklingen i Liviöjärvi 1990–2015 | Befolkningsutvecklingen i Liviöjärvi 1990–2015 | Befolkningsutvecklingen i Liviöjärvi 1990–2015 |
| ---------------------------------------------- | ---------------------------------------------- | ---------------------------------------------- | ---------------------------------------------- | ---------------------------------------------- |
|                                                |                                                |                                                |                                                |                                                |
| År                                             |                                                |                                                | Folkmängd                                      | Areal (ha)                                     |
| 1990                                           | 1990                                           |                                                | 66                                             | 9#                                             |
| 1995                                           | 1995                                           |                                                | 67                                             | 10#                                            |
| 2000                                           | 2000                                           |                                                | 66                                             | 11#                                            |
| 2005                                           | 2005                                           |                                                | 60                                             | 15#                                            |
| 2010                                           | 2010                                           |                                                | 55                                             | 16#                                            |
| 2015                                           | 2015                                           |                                                | 63                                             | 22#                                            |
| Anm.: # Som småort.                            |                                                |                                                |                                                |                                                |

Vid folkräkningen den 31 december 1890 bodde det 73 personer i byn.